# Moritz von der Groeben
Moritz Graf von der Groeben (* 10. November 1972 in Düsseldorf) ist ein deutscher Film- und Fernsehproduzent.

## Leben und Wirken
Moritz von der Groeben studierte Volkswirtschaft und begann seine berufliche Laufbahn bei der Kirch-Gruppe. Während dieser Zeit betreute er als Büroleiter zahlreiche nationale und internationale Kino- und Fernsehproduktionen und verantwortete anschließend die US-Kino-Koproduktionen und das Marketing der Beta-Film. Seit 2002 arbeitet er als Produzent für das Kino und Fernsehen. 2015 gründete er zusammen mit der Beta-Film GmbH (Jan Mojto) die good friends Filmproduktion, die sich auf Film- und Fernsehproduktionen sowohl im Deutschen als auch im Internationalen Raum spezialisiert hat und unter anderem die ARD-Krimireihe Der Irland-Krimi mit Désirée Nosbusch verantwortet.

## Filmografie
- 2006: Trau’ niemals deinem Schwiegersohn! (Fernsehfilm) (Produzent)
- 2008: Mirrors (Supervising Producer)
- 2009: Lacoma (Produzent)
- 2012: Clarissas Geheimnis (Fernsehfilm) (Produzent)
- 2012: Zu schön um wahr zu sein (Fernsehfilm) (Produzent)
- 2016: Seit Du da bist (Fernsehfilm) (Produzent)
- seit 2017: Der Kommissar und … (Produzent)
  - 2017: … das Kind
  - 2020: … Die Wut
  - 2022: … die Eifersucht
  - 2024: … die Angst
- 2018: Arthurs Gesetz (Fernsehserie, Miniserie) (Executive Producer – 6 Episoden)
- 2019: Undercover (Fernsehserie) (Co-Produzent – 10 Episoden)
- seit 2019: Der Irland-Krimi (Fernsehreihe) (Produzent – 10 Episoden)
  - 2019: Die Toten von Glenmore Abbey
  - 2019: Mädchenjäger
  - 2021: Das Verschwinden
  - 2021: Vergebung
  - 2022: Familienbande
  - 2022: Preis des Schweigens
  - 2023: Blackout
  - 2023: Mond über Galway
  - 2024: Gnadentod
  - 2024: Zerrissene Seelen
- 2020: Slavik – Auf Staats Nacken (Webserie) (Produzent – 8 Episoden)
- 2021: Im Netz der Camorra (Fernsehfilm, Miniserie) (Produzent)
- 2022: Oh Hell (Fernsehserie) (Produzent)
- 2022: Der Gejagte – Im Netz der Camorra (Fernsehfilm) (Produzent)
- 2024: Oh Hell 2 (Serie) (Produzent)

## Auszeichnungen
- 2018: Zuschauerpreis des Seriencamp für Arthurs Gesetz
- 2019: Nominierung für den Deutschen Fernsehpreis für Arthurs Gesetz
- 2019: Nominierung für den Grimme-Preis für Arthurs Gesetz
- 2019: Rockie Award des Banff World Media Festival für Arthurs Gesetz
- 2019: Nominierung für den Deutschen Comedypreis für Arthurs Gesetz
- 2020: Deutscher Comedypreis für beste Comedy-Serie für Slavik – Auf Staats Nacken
- 2022: Deutschen Fernsehpreis für beste Comedy-Serie für Oh Hell
- 2023: Nominierung für den Grimme-Preis für Oh Hell

Quelle: